# Visite avant vol
La visite avant vol (aussi nommée visite prévol) d'un avion est constituée de plusieurs étapes à suivre chronologiquement.

## Déroulement
- la signature du formulaire avion par le(s) pilote(s)
- tour pilote (ou tour avion)
- la mise en route
- tests inhérents à l'avion

### La signature du formulaire avion
Elle consiste pour le pilote à signer un document attestant de sa prise en compte de l'avion et lui indique les détails de la configuration (quantité de carburant, nombre de passagers, types d'armes, etc.). Dès sa signature apposée, il devient le commandant d'avion.

### Le tour pilote, ou tour avion
C'est une visite de l'avion faite par le mécanicien de piste (pistard). Et le pilote où ce dernier constate que toutes les vérifications et la remise en œuvre de l'avion ont été effectuées. Les différents éléments sont désignés un par un et vérifiés devant lui.
Note: Sur avion de combat, le tour pilote se solde par le brélage du (des) pilote(s).

### La mise en route
Le pilote met en route après autorisation de la tour de contrôle puis du pistard. Ce dernier se tient prêt à intervenir en cas de feu ou quelques problèmes que ce soit.

### Les tests
Le pilote teste essentiellement ses commandes de vol, son pilote automatique et des systèmes propres à chaque avion. Une fois ces tests finis, il peut arriver que le pistard aille vérifier des éléments en "dynamique".
Une fois ces quatre étapes terminées, le pilote peut partir s'aligner.